# 萊茵力量
萊茵力量（英語：ラインクラフト），是日本純種競賽馬匹。生涯活躍於一哩賽事，曾於2005年勝出櫻花賞及NHK一哩賽，達成雌馬變則二冠，另外亦勝出三項其他分級賽。

## 競賽生涯
2002年4月4日出生於北海道早來町（今安平町）北部牧場，成長途中被馬主大澤繁昌購入。
其後交由栗東訓練中心練馬師瀨戶口勉訓練。

### 2歲
10月16日出戰京都競馬場2歲新馬戰，比賽初段維持於前方位置下於直路順利推進，衝出之下瞬間帶離對手，最終以5馬位優勢取得首勝。
其後以三級賽夢幻錦標作為目標，本次比賽繼續採用先行戰術，一直維持於約莫第三、四的有利位置。進入直路後，其再度發揮恐怖的速度瞬間衝出，一舉拋離原本和其處於同樣位置的金髮女郎，以4馬位優勢大勝並取得首個分級賽冠軍。
12月5日挑戰阪神兩歲牝馬錦標，本次比賽選擇稍為後方的位置，大約處於第六、七左右穩定推進，於第四彎道進入直路後時逐步發力。進入直路後，其於中檔位置展開衝刺，然而此次的加速未如以往兩戰般順暢，最終於混戰之下敗於後上的Shonan Peintre及於前方維持走勢的Ambroise以第三完賽。

### 3歲
2005年以雌馬賽作為首戰，比賽初段其被以往比賽進一步墮後，但於通過第三、四彎道中間經已開始提速，並於進入直路前成功望空。進入直路後，其隨即於中後方位置開步衝出，最終以優秀的速度一舉超越並壓制Daring Heart、Air Messiah及情人節取得冠軍。
4月10日按照計劃出戰櫻花賞，僅落後西沙里奧成為第二人氣。比賽開始後，其於順利出閘下重拾前置戰術，維持於約莫第四的有利位置等待時機。進入直路後，其待前方賽駒失速後隨即衝出取代領先的位置，於直路中段仍然可以稍為加速堅守優勢，最終成功以頭位壓贏我當上前的西沙里奧，取得首個一級賽冠軍。

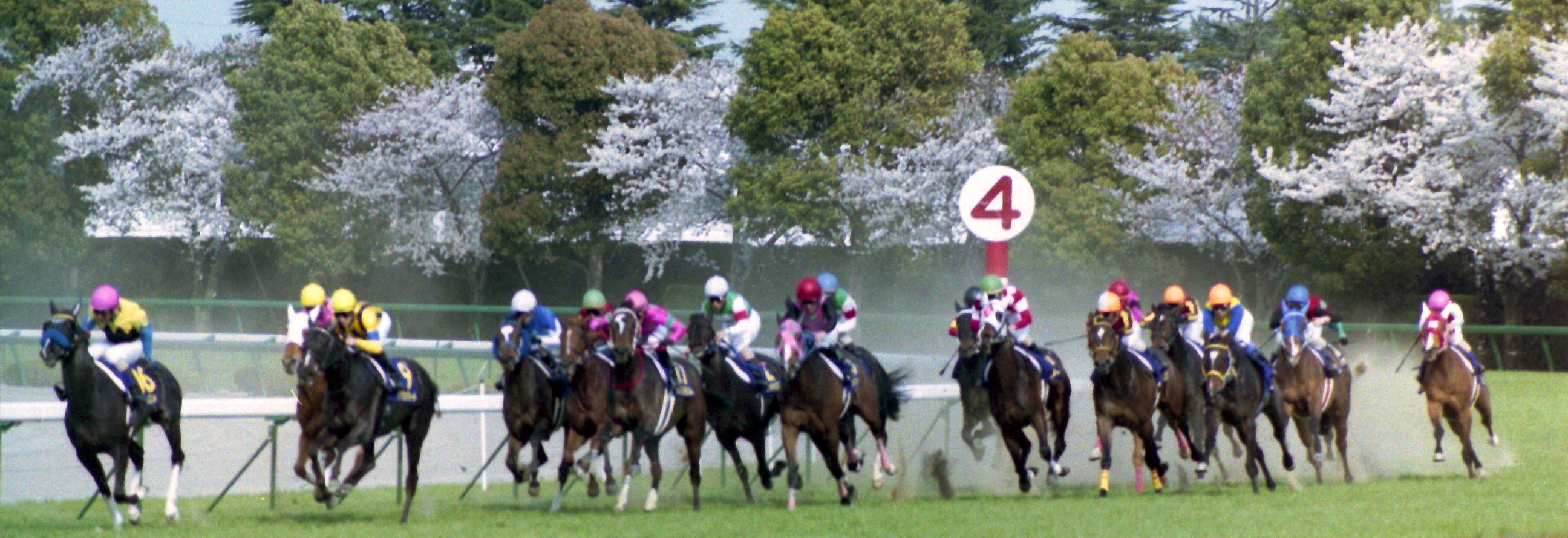
出戰櫻花賞的萊茵力量（左六粉帽）

其後因為距離問題未有出戰優駿牝馬（日本橡樹大賽），改為出戰同為一哩賽的NHK一哩賽，成為首匹出戰此賽事的經典賽冠軍。比賽開始後，其仍然選擇先行的戰術於先放約莫第四的位置推進，並於通過最後彎道時候仍然貼欄推進以減省腳程。進入直路後，其於內欄位置順利加速並一舉衝出，最終以3/4馬位優勢戰勝Daring Heart，達成雌馬變則二冠。
進入秋季後，其以玫瑰錦標作為熱身，本次比賽其選擇於Eishin Tender後方第二的位置推進，於第三彎道時候更率先帶出取代對手領先。進入直路後，其嘗試加速津也寶維持自己的優勢，然而未能成功下被Air Messiah超越落敗。
其後出戰秋華賞，比賽開始後以自身節奏維持於第五的位置，通過第二彎道進入對面直路後開始逐步加速，並於第三、四彎道進佔先頭位置。進入直路後，其隨即繼續加速衝刺，於中段和後方來襲的Air Messiah展開纏鬥，但最終再度被對手壓制下以第二完賽。
11月20日出自一哩冠軍賽，首次對決年長馬匹。比賽開始後，其於中團位置展開推進，於比賽途中一直維持穩定的走勢，直至最後彎道才逐步加速。進入直路後，其隨即於中檔位置開始加速迫近前方集團的賽駒，雖然得以於中後段壓制隨心起舞，但未能追上大和主將下再被大外檔轟出恐怖末腳的三連冠超越，最終以第三完賽。
年末，其出戰阪神牝馬錦標，雖然賽前取得壓倒性的第一人氣，但於直路力盡之下逐步被對手超越，最終敗於Admire Groove、Meine Samantha及Les Clefs d'Or取得第四。
於評選當中，其雖然於本年度勝出櫻花賞及NHK一哩賽，但於最佳3歲雌馬的投票中仍然以9票之敗敗於勝出優駿牝馬及美國橡樹大賽的西沙里奧無緣此頭銜。

### 4歲
進入2006年，其年初選擇直走高松宮紀念，於賽前取得第二人氣。比賽開始後，其選擇於前方位置推進，於通過彎道時候開始發力抽出外檔提升位置。進入直路後，其亦以優秀的速度衝出並壓制其他賽駒，可惜於纏鬥中敗於同樣位置的我情可待，最終以頸位落敗得第二。
4月8日，其出戰經過改期且變為本年新設立的維多利亞一哩賽前哨戰的阪神牝馬錦標，重新取得第一人氣。比賽開始後，其於先頭有利位置展開賽事，於進入直路後隨即衝出並彈開後方對手，最終以3馬位優勢取得久違的勝利。
5月14日順利出戰維多利亞一哩賽，然而採取居中戰術下未能在直路提升速度，最終以第九大敗。
夏季其進入休養，原定計劃8月下旬返回栗東訓練中心避戰10月的短途馬錦標。然而於8月16日，其在放草地北海道苫小牧市北部牧場空港分場訓練時因急性心臟衰竭死亡，享年僅4歲。

### 詳細賽績
| 日期       | 舉辦國家 | 馬場 | 距離   | 級別 | 賽事名稱         | 負重 | 騎師     | 馬號 | 出馬 | 名次 | 時間   | 頭馬（二馬）          |
| ---------- | -------- | ---- | ------ | ---- | ---------------- | ---- | -------- | ---- | ---- | ---- | ------ | --------------------- |
| 16/10/2004 | 日本     | 京都 | 草1400 |      | 2歲新馬          | 54   | 福永祐一 | 7    | 16   | 1    | 1:21.8 | （Rusunai of Sakura） |
| 7/11/2004  | 日本     | 京都 | 草1400 | GIII | 夢幻錦標         | 54   | 福永祐一 | 3    | 13   | 1    | 1:21.6 | （Monroe Blond）      |
| 5/12/2004  | 日本     | 阪神 | 草1600 | GI   | 阪神兩歲牝馬錦標 | 54   | 福永祐一 | 3    | 18   | 3    | 1:35.2 | Shonan Peintre        |
| 13/3/2005  | 日本     | 阪神 | 草1400 | GII  | 雌馬賽           | 54   | 福永祐一 | 8    | 15   | 1    | 1:21.2 | （Daring Heart）      |
| 10/4/2005  | 日本     | 阪神 | 草1600 | GI   | 櫻花賞           | 55   | 福永祐一 | 17   | 18   | 1    | 1:33.5 | （西沙里奧）          |
| 8/5/2005   | 日本     | 東京 | 草1600 | GI   | NHK一哩賽        | 55   | 福永祐一 | 12   | 18   | 1    | 1:33.6 | （Daring Heart）      |
| 18/9/2005  | 日本     | 阪神 | 草2000 | GII  | 玫瑰錦標         | 54   | 福永祐一 | 10   | 15   | 2    | 2:00.2 | Air Messiah           |
| 16/10/2005 | 日本     | 京都 | 草2000 | GI   | 秋華賞           | 55   | 福永祐一 | 5    | 18   | 2    | 1:59.2 | Air Messiah           |
| 20/11/2005 | 日本     | 京都 | 草1600 | GI   | 一哩冠軍賽       | 54   | 福永祐一 | 1    | 17   | 3    | 1:32.3 | 三連冠                |
| 18/12/2005 | 日本     | 阪神 | 草1600 | GII  | 阪神牝馬錦標     | 56   | 福永祐一 | 2    | 11   | 4    | 1:35.1 | Admire Groove         |
| 26/3/2006  | 日本     | 中京 | 草1200 | GI   | 高松宮紀念       | 55   | 福永祐一 | 14   | 18   | 2    | 1:08.0 | 我情可待              |
| 8/4/2006   | 日本     | 阪神 | 草1400 | GII  | 阪神牝馬錦標     | 57   | 福永祐一 | 4    | 12   | 1    | 1:21.2 | (Air Messiah)         |
| 14/5/2006  | 日本     | 東京 | 草1600 | GI   | 維多利亞一哩賽   | 55   | 福永祐一 | 6    | 18   | 9    | 1:34.8 | 隨心起舞              |

## 血統簡介
父系最後橫掃爲美國賽駒，曾贏得當地三級賽，退役後被輸入日本配種，配種成績優異。祖父Forty Niner亦爲美國賽駒，曾勝出多場一級賽，退役後亦成爲優秀種馬，現已確立爲一支獨立的系統。
母系Must Be Loved為日本賽駒，生涯三戰全敗。外祖父週日寧靜是美國三冠賽雙冠馬，退役後在日本配種，在日本馬壇相當成功，贏得多項分級賽事，其子嗣贏得巨額獎金。

### 血統表
| 父線：Forty Niner系（淘金者系）       |                            |               |                 |
| 種馬 最後橫掃 1991年（棗色）          | Forty Niner 1985年（栗色） | 淘金者        | Raise a Native  |
| 種馬 最後橫掃 1991年（棗色）          | Forty Niner 1985年（栗色） | 淘金者        | Gold Digger     |
| 種馬 最後橫掃 1991年（棗色）          | Forty Niner 1985年（栗色） | File          | Tom Rolfe       |
| 種馬 最後橫掃 1991年（棗色）          | Forty Niner 1985年（栗色） | File          | Continue        |
| 種馬 最後橫掃 1991年（棗色）          | Broom Dance 1979年（棗色） | Dance Spell   | 北地舞人        |
| 種馬 最後橫掃 1991年（棗色）          | Broom Dance 1979年（棗色） | Dance Spell   | Obeah           |
| 種馬 最後橫掃 1991年（棗色）          | Broom Dance 1979年（棗色） | Witching Hour | Thinking Cap    |
| 種馬 最後橫掃 1991年（棗色）          | Broom Dance 1979年（棗色） | Witching Hour | Enchanted Eve   |
| 繁殖雌馬 Must Be Loved 1993年（栗色） | 週日寧靜 1986年（棕色）    | Halo          | Hail to Reason  |
| 繁殖雌馬 Must Be Loved 1993年（栗色） | 週日寧靜 1986年（棕色）    | Halo          | Cosmah          |
| 繁殖雌馬 Must Be Loved 1993年（栗色） | 週日寧靜 1986年（棕色）    | Wishing Well  | Understanding   |
| 繁殖雌馬 Must Be Loved 1993年（栗色） | 週日寧靜 1986年（棕色）    | Wishing Well  | Mountain Flower |
| 繁殖雌馬 Must Be Loved 1993年（栗色） | Dyna Shoot 1982年（栗色）  | 北方風味      | 北地舞人        |
| 繁殖雌馬 Must Be Loved 1993年（栗色） | Dyna Shoot 1982年（栗色）  | 北方風味      | Lady Victoria   |
| 繁殖雌馬 Must Be Loved 1993年（栗色） | Dyna Shoot 1982年（栗色）  | Shadai Mind   | Hitting Away    |
| 繁殖雌馬 Must Be Loved 1993年（栗色） | Dyna Shoot 1982年（栗色）  | Shadai Mind   | Fancimine       |
| 雌系：號族：9-f                       |                            |               |                 |
| 五代內近親交配：北地舞人 4×4          |                            |               |                 |

## 命名由來
名字中，Rhein（ライン）為馬主大澤繁昌之冠名，來源不明，但一说為源自德國的萊茵蘭地區，Kraft（クラフト）於德語中，帶有「力量」之意思。

## 外部連結
- 萊茵力量 netkeiba.com （页面存档备份，存于）
- 血統表 （页面存档备份，存于）